# Société héliographique
La Société héliographique est une société savante photographique fondée en 1851 et considérée, historiquement, comme la première du genre. Elle est dissoute le 31 mars 1853.

## Histoire et description
La Société héliographique est fondée en janvier 1851 par l'Espagnol Benito R. de Monfort pour mettre en commun les savoirs afin d'accélérer les perfectionnements de la photographie et d'en améliorer les techniques (notamment la conservation des épreuves). Monfort lance dès le 9 février La Lumière, un périodique hebdomadaire consacré à ces techniques, et qui est sans doute le premier périodique au monde sur ce sujet. Dans le numéro inaugural, sont publiés les statuts de la Société héliographique.
La Société héliographique est présidée par le daguerréotypiste, baron et ambassadeur, Jean-Baptiste Louis Gros. Elle accueille parmi ses membres fondateurs à la fois des artistes, des écrivains et des scientifiques, mais aussi des amateurs éclairés et pour certains mécènes.
Les membres du premier bureau sont :
- Hippolyte Bayard ;
- Edmond Becquerel ;
- Benjamin-Delessert ;
- Eugène Durieu ;
- Léon de Laborde ;
- Auguste Mestral ;
- Benito R. de Monfort ;
- Abel Niépce de Saint-Victor ;
- Jules-Claude Ziegler.

Ce premier groupe est bientôt rejoint par des praticiens de l'image comme Édouard Baldus, Gustave Le Gray et Henri Le Secq, des écrivains et critiques tels Francis Wey et Ernest Lacan, le chimiste Henri Victor Regnault, l’opticien Charles Chevalier, le peintre Eugène Delacroix, suivi par certains de ses élèves, etc.
Elle est l’initiatrice auprès du gouvernement de la Mission héliographique qui permet de dresser en 1851 un premier inventaire photographique des monuments historiques de France. 
En mai 1852, après avoir revendu La Lumière à Alexis Gaudin, B. R. de Monfort lance Cosmos, une revue politique et sociale hebdomadaire consacrée aux progrès des sciences, leurs applications aux arts et à l'industrie.
L'existence de cette société d'amateurs prend fin officiellement en mars 1853, mais la Société héliographique sera un modèle pour de nouvelles associations telles que la Société française de photographie qui, dès novembre 1854, accueille la plupart de ses membres.

## Autres membres notoires
La Société héliographique compta un peu plus d'une centaine de membres, dont :
- Olympe Aguado
- Edmond Becquerel
- Auguste Belloc
- Louis-Auguste Bisson
- Jules Champfleury
- Victor Cousin
- César Daly
- Étienne-Jean Delécluze
- Benjamin Delessert
- Conrad de Witt
- Maxime Du Camp
- Marc Antoine Gaudin
- Joseph d'Haussonville
- François-Gabriel Lépaulle
- Noël Paymal Lerebours
- Honoré d'Albert, duc de Luynes
- Frédéric Martens
- Ernest Meissonier
- Thomas Louis Mercier
- Auguste Mestral
- Montesquiou
- Charles Nègre
- Abel Niépce de Saint-Victor
- Eugène Piot
- Adolphe Pierre Riffaut
- Jean-Baptiste Sabatier-Blot
- Jean Schlumberger (1819-1908)
- Marc Secrétan
- Eugène Vaillat (v. 1820-1880)
- Julien Vallou de Villeneuve
- Joseph Vigier
- Jules-Claude Ziegler